# Phonexai Paosavat
Phonexai Paosavat (ur. 5 kwietnia 1994) – laotańska zapaśniczka walcząca w stylu wolnym. Brązowa medalistka igrzysk Azji Południowo-Wschodniej w 2023 roku.